# موسالان
موسالان هي قرية في مقاطعة سردشت، إيران. يقدر عدد سكانها بـ 611 نسمة بحسب إحصاء 2016.